# NGC 6597
NGC 6597 est une galaxie elliptique (lenticulaire ?) située dans la constellation du Dragon. Sa vitesse par rapport au fond diffus cosmologique est de 8 216 ± 29 km/s, ce qui correspond à une distance de Hubble de 121,2 ± 8,5 Mpc (∼395 millions d'al). NGC 6597 a été découverte par l'astronome américain Lewis Swift en 1885.